# Whitestone (Queens)
Pour les articles homonymes, voir Whitestone.
Whitestone est un quartier de la municipalité de New York, situé au sein de l'arrondissement du Queens.

## Histoire
En 1639, le gouverneur néerlandais Willem Kieft (1597-1647) achète aux Montauks le terrain qui englobe aujourd’hui le comté de Queens. William Lawrence (1622-1680), qui a servi comme magistrat sous les administrations néerlandaise et anglaise, s’est vu accorder par le roi Charles II une parcelle de terre en 1645 qui comprenait une grande partie de ce qui est aujourd’hui Bayside, en plus de College Point, Whitestone et Fort Totten.

## Démographie
| Groupe                 | Whitestone | New York |
| ---------------------- | ---------- | -------- |
| Blancs non hispaniques | 68,1       | 33,3     |
| Afro-Américains        | 0,8        | 22,8     |
| Asiatiques             | 17,4       | 12,6     |
| Autres                 | 0,4        | 1,0      |
| Métis                  | 1,1        | 1,8      |
| Hispaniques et Latinos | 12,2       | 28,6     |

Selon l'American Community Survey, pour la période 2008-2012, 49,55 % de la population âgée de plus de 5 ans déclare parler l'anglais à la maison, 10,45 % déclare parler l'espagnol, 10,14 % l'italien, 9,40 % le grec, 6,94 % une langue chinoise, 5,36 % le coréen, 1,97 % le serbo-croate, 0,99 % l'ourdou, 0,57 % le tagalog, 0,55 % le persan, 0,53 % l'arabe et 3,55 % une autre langue.